# ラインクリフ・キングストン駅
ラインクリフ・キングストン駅（英語：Rhinecliff–Kingston Station）は、ニューヨーク州ラインクリフ ラインクリフ・ロード455にある、ハドソン川の左岸にある駅。駅近くのキングストン・ラインクリフ・ブリッジを渡ると、ハドソン川の右岸にはキングストンとウッドストックの町があり、キャツキル山脈で休暇を過ごす際の基地になっていて、特にまだニューヨーク・ステート・スルーウェイが完成していなかった20世紀前半まで続いた鉄道の黄金時代には、ニューヨーク市民もよく利用した駅である。

## 停車列車
エンパイア回廊の駅で、アムトラックが停車する列車は下記の通り。
トロントとニューヨーク間の昼行国際列車メープルリーフ号…1日1往復停車
モントリオールとニューヨーク間の昼行国際列車アディロンダック…1日1往復停車
バーモント州ラトランドとニューヨーク間の昼行中距離列車イーサン・アレン・エクスプレス号…1日1往復停車
ニューヨーク州ナイアガラフォールズおよびオールバニとニューヨーク間の昼行中長距離列車エンパイア・サービス…1日9往復停車